# Гебгуда
Гебгуда — село в Тляратинском районе Дагестана. Входит в сельское поселение сельсовет Хидибский.

## География
Расположено в 9 км к северу от районного центра — села Тлярата.

## Население
| 1869 | 1888 | 1895 | 1926 | 1939 | 1970 | 1989 |
| ---- | ---- | ---- | ---- | ---- | ---- | ---- |
| 41   | ↗42  | ↘28  | ↘15  | ↗29  | ↗58  | ↗150 |
| 2002 | 2010 | 2021 |      |      |      |      |
| ↘80  | ↘47  | ↗53  |      |      |      |      |

## Известные уроженцы
- Абдулатипов, Рамазан Гаджимурадович — глава Дагестана (с 2013 г. до 2018 г.).